# エリザ・ドゥシュク
エリザ・ドゥシュク（Eliza Dushku, 1980年12月30日 - ）は、アメリカ合衆国の俳優。テレビドラマ『TRU CALLING/トゥルー・コーリング』のトゥルー役で知られている。
日本ではエリザ・ドゥシュクと表記されることが多いが、英語での発音により忠実な日本語表記は「イライザ・ドゥシュク［iláizə dúʃku:］」である。

## プロフィール

### 来歴
マサチューセッツ州ボストン近郊のウォータータウンにて、アルバニア系アメリカ人の父親とデンマーク系アメリカ人（祖父はイングランド系）の母親のもとに生まれ、モルモン教で育つ。3人の兄のうち3番目のネイトも俳優である。
10歳の時にスカウトされ、1992年に『恋に焦がれて』で映画デビューした。1997年放送開始のテレビシリーズ『バフィー 〜恋する十字架〜』でブレイクした。
2003年から2005年までテレビシリーズ『トゥルー・コーリング』に主演。2009年から2010年まで『ドールハウス』でも主演を務めた。
2005年にはオフ・ブロードウェイの舞台にも立った。

### セクハラ告発
2018年12月13日、ドゥシュクが『BULL / ブル 法廷を操る男』の共演者マイケル・ウェザリーのセクハラを告発したとニューヨーク・タイムズ紙が報じた。撮影中にウェザリーから「レイプ車に連れ込みたい」、「乱交しよう」などと言われたドゥシュクは、不快感を直接ウェザリー本人に伝えた数日後、契約延長はないと言われた。その後の調停過程では、有利に働くことを期待してCBS側が提出したカットシーン映像から結局、ドゥシュクの主張が正しかったことが証明され、ドゥシュクには950万ドルの和解金が支払われることになった。このセクハラ告発についてウェザリーは「ジョークのつもりだった」と主張しているが、ドゥシュクはボストン・グローブ紙への寄稿で、ウェザリーがしたことは、はっきりとしたハラスメントだったと反論している。

### 私生活
2006年、父方の親戚が住むアルバニアを訪れた。この訪問はアルバニアの元大統領サリ・ベリシャ(2006年当時首相)に招かれたものである。2011年には再びアルバニアを訪問し、ティラナの名誉市民となった。
2009年より元バスケットボール選手のリック・フォックスと交際したが、2014年のインタビューでは破局したと語っている。また、2009年には米男性誌『Maxim』の選ぶ、「2009年最も美しい女性100人」第6位に選ばれた。
2017年に元プロテニスプレーヤーのピーター・パランジアンとの婚約を発表、2018年に結婚した。

## 主な出演作品

### 映画
| 公開年 | 邦題 原題                                                           | 役名                 | 備考 |
| ------ | ------------------------------------------------------------------- | -------------------- | ---- |
| 1993   | 恋に焦がれて That Night                                             | アリス・ブルーム     |      |
| 1993   | ボーイズ・ライフ This Boy's Life                                    | パール               |      |
| 1994   | トゥルーライズ True Lies                                            | ディナ・タスカー     |      |
| 1996   | レース・ザ・サン Race the Sun                                       | シンディ・ジョンソン |      |
| 2000   | チアーズ! Bring It On                                               | ミッシー・パントーネ |      |
| 2001   | ジェイ&サイレント・ボブ 帝国への逆襲 Jay and Silent Bob Strike Back | シシー               |      |
| 2001   | エントランス Soul Survivors                                         | アナベル             |      |
| 2002   | ニュー・ガイ The New Guy                                            | ダニエル             |      |
| 2002   | 容疑者 City by the Sea                                              | ジーナ               |      |
| 2003   | クライモリ Wrong Turn                                               | ジェシー             |      |
| 2003   | 永遠のキス The Kiss                                                 | ミーガン             |      |
| 2007   | 男と女の不都合なセックス事情 Sex and Breakfast                      | レネー               |      |
| 2007   | プロフェッサー Nobel Son                                            | シティ･ホール        |      |
| 2008   | アルファベット・キラー The Alphabet Killer                          | ミーガン･ペイジ      |      |
| 2009   | ファイナル・デス・ゲーム Open Graves                                | エリカ               |      |
| 2017   | ELOISE pia carter                                                   |                      |      |

### テレビドラマ
| 放映年    | 邦題 原題                                                        | 役名                     | 備考                           |
| --------- | ---------------------------------------------------------------- | ------------------------ | ------------------------------ |
| 1998-2003 | バフィー 〜恋する十字架〜 Buffy the Vampire Slayer               | フェイス                 | 20エピソードに出演             |
| 2000-2003 | エンジェル Angel                                                 | フェイス                 | 6エピソードに出演              |
| 2003-2005 | トゥルー・コーリング Tru Calling                                 | トゥルー・デイビーズ     | 27エピソードに出演             |
| 2007      | アグリー・ベティ Ugly Betty                                      | キャメロン・アシュロック | シーズン2 エピソード9に出演    |
| 2009-2010 | ドールハウス Dollhouse                                           | エコー                   | 27エピソードに出演             |
| 2010      | ビッグバン★セオリー/ギークなボクらの恋愛法則 The Big Bang Theory | FBI捜査官                | シーズン4 エピソード7に出演    |
| 2016      | バンシー Banshee                                                 | ヴェロニカ・ドーソン     |                                |
| 2017-     | BULL／ブル 法廷を操る男 BULL                                     | JP・ナネリー             | シーズン1 エピソード21から出演 |

### テレビ・ゲーム
| 年   | タイトル                               | 役名                 |
| ---- | -------------------------------------- | -------------------- |
| 2003 | Buffy the Vampire Slayer: Chaos Bleeds | フェイス             |
| 2005 | 龍が如く                               | 由美                 |
| 2008 | Saints Row 2                           | ションディー         |
| 2009 | Wet                                    | ルビー・マロン       |
| 2011 | Fight Night Champion                   | メガン・マックイーン |

### 動画サイト
- One Shot ft. Eliza Dushku - Youtube